# Cinque pezzi facili
Cinque pezzi facili (Five Easy Pieces) è un film del 1970 diretto da Bob Rafelson.
Nel 2000 è stato scelto per la conservazione nel National Film Registry della Biblioteca del Congresso degli Stati Uniti.

## Trama
Bobby è un pianista proveniente da una famiglia benestante, con cui ha da tempo troncato i rapporti poiché la trovava troppo soffocante; da allora trascorre la propria vita alla giornata, ultimamente assieme a Rayette, una ragazza un po' svampita e che lui a volte tratta male. Quando viene a sapere che il padre è stato colto da due ictus, Bobby decide di fare ritorno a casa; ha così modo di intrattenere una breve avventura con la fidanzata del fratello, di cui però poi si pente.
Il senso di soffocamento riprende così il sopravvento e Robert sente il bisogno di andarsene nuovamente in tutta fretta, ma solo dopo un tentativo di spiegazione col padre paralizzato. Salito su un camion che punta verso il freddo Nord, Bobby abbandona Rayette ad una stazione di benzina, lasciandole portafogli e auto senza dirle niente.

## Titolo
Il titolo del film si riferisce a un libro di lezioni di piano per principianti.

## Produzione
Per il ruolo dell'autostoppista ecologica Palm Apodaca, Nicholson avrebbe voluto Janis Joplin ma la parte non venne mai offerta ufficialmente alla cantante texana; secondo altre fonti, al contrario, la Joplin sarebbe stata contattata ma avrebbe rifiutato a causa di altri impegni.
Karen Black interpreta un personaggio chiamato Rayette Dipesto, il cui cognome nella versione italiana è stato modificato in Rayette DiBiagio. Quest'ultima parte originariamente sarebbe dovuta andare a Ellen Burstyn.
Secondo la sceneggiatura originale Catherine avrebbe dovuto essere una donna anziana; fu il regista Rafelson a modificarla in una donna giovane. Tra le candidate c'erano Lauren Hutton e Jeanne Moreau; la parte andò però a Susan Anspach (scritturata originariamente per interpretate Rayette), dopo che Carol Lynley rifiutò la parte. Anche il regista Rafelson compie una breve apparizione alla Hitchcock: è infatti l'uomo che entra nell'ascensore dello studio di registrazione.
Le riprese del film avvennero tra novembre 1969 e gennaio 1970, principalmente in California e nella Columbia Britannica (Canada). Una delle scene più famose è quella nel ristorante lungo la strada: venne realizzata al Denny's Restaurant, al 3652 di Glenwood Drive, sulla Interstatale 5, nei pressi di Eugene (Oregon). Altre scene dell'autostrada vennero girate sulla stessa interstatale, ma nei pressi di Bakersfield, in California. Sempre a Bakersfield fu girata la scena dove Nicholson cammina sul marciapiede mentre tornava a casa, esattamente tra la 19th Street e la L Street.
La scena della casa di famiglia venne realizzata invece a Central Saanich (Columbia Britannica, Canada). Anche altre scene girate nella Columbia Britannica: quella dello sbarco dei traghetti, realizzata a Mill Bay e quella finale su Island Highway a Mt. Sicker Road a Chemainus (North Cowichan, Columbia Britannica). La scena del bowling venne girata invece presso il Cooper's True Value, al 407 di 9th Street, a Taft (California). Altre riprese avvennero a Kern County (California), a Florence e Portland (Oregon), Franklin Park (Illinois), Seattle e Washington.

## Distribuzione
Il film venne proiettato al New York Film Festival l'11 settembre 1970; il giorno dopo venne distribuito nelle sale americane. In Italia venne distribuito il 28 maggio 1971.

## Riconoscimenti
- 1971 - Premio Oscar
  - Candidatura Miglior film a Bob Rafelson e Richard Wechsler
  - Candidatura Miglior attore protagonista a Jack Nicholson
  - Candidatura Miglior attrice non protagonista a Karen Black
  - Candidatura Migliore sceneggiatura originale a Bob Rafelson e Carole Eastman
- 1971 - Golden Globe
  - Miglior attrice non protagonista a Karen Black
  - Candidatura Miglior film drammatico
  - Candidatura Migliore regia a Bob Rafelson
  - Candidatura Miglior attore in un film drammatico a Jack Nicholson
  - Candidatura Migliore sceneggiatura a Bob Rafelson e Carole Eastman
- 1971 - Kansas City Film Critics Circle Award
  - Miglior film
- 1970 - National Board of Review Awards
  - Miglior attrice non protagonista a Karen Black
- 1970 - New York Film Critics Circle Award
  - Miglior film
  - Migliore regia a Bob Rafelson
  - Miglior attrice non protagonista a Karen Black